# 15 Dywizja Polowa Luftwaffe
15 Dywizja Polowa Luftwaffe (niem. 15 Luftwaffe Feld Division) – utworzona w rejonie Salska w październiku 1942 r. 
Dywizja skierowana została na front wschodni do Grupy Armii Don i w styczniu 1943 r. wzięła udział w walkach nad rzeką Mius pod Taganrogiem. Jednak po kilku dniach utraciła zdolność bojową i została wycofana na zaplecze. W marcu 1943 r. dołączono do niej niedobitki 7. i 8 Dywizji Polowej Luftwaffe. Po powrocie na front pod Taganrogiem walczyła bez sukcesów i nadal ponosiła dotkliwe straty. Po przejęciu jej przez 
OKH 1 listopada 1943 r. została rozwiązana. Większość ocalałych żołnierzy przejęła 336 Dywizja Piechoty, jedynie batalion niszczycieli czołgów stał się samodzielną jednostką.

## Skład bojowy dywizji
- 29 pułk strzelców Luftwaffe
- 30 pułk strzelców Luftwaffe
- 15 polowy pułk artylerii Luftwaffe
- 15 kompania cyklistów Luftwaffe
- 15 polowy batalion niszczycieli czołgów Luftwaffe
- 15 polowy batalion inżynieryjny Luftwaffe
- 15 polowa kompania łączności Luftwaffe
- 15 polowe dywizyjne oddziały zaopatrzeniowe Luftwaffe

## Dowódcy dywizji
- General der Flieger Alfred Mahnke (od 1 października 1942)
- Oberst Luftwaffe Heinrich Conrady (od grudnia 1942)
- Oberst Luftwaffe Eberhard Dewald (od stycznia 1942)
- Generalleutnant Willibald Spang (od 14 lutego 1943)
- Oberst Luftwaffe Schultz-Hein (krótko w marcu 1943)
- ponownie Willibald Spang (od 15 marca 1943 do likwidacji dywizji)